# ناجي بن داود الحرز
ناجي بن داود الحرز شاعر سعودي ولد في المبرز في الأحساء عام 1959م (1379م). صدر له عدد من الداوين منها: (نشيد ونشيج)، و(خفقان العطر).

## نشاطاته
- درس المراحل الأولى في مدينة المبرز بالأحساء.
- شاعر، وكاتب، ومؤسس ورئيس متتدى الينابيع الهجرية الأولى.
- عمل محاسب استثمار بفرع وزارة الشؤون الإسلامية بالأحساء ثم مدقق حسابات، ثم مفتشاً مالياً.
- شعره ينهل من حياته اليومية، يخطر بين جنان النخيل في هجر، والمجالس الأحسائية، ويهتف للحبيب محمد ﷺ.

## دواوينه
صدر لهُ دواوين وهي:
- يا حبيبي يا محمد. صدر عام 1412هـ.
- نشيد ونشيج. صدر من مؤسسة الجزيرة بالرياض عام 1414هـ.
- الوسيلة. صدر عام 1417هـ.
- خفقان العطر الذي صدر من مطابع الابتكار بالدمام عام 1422هـ.
- قصائد ضاحكة. صدر عام 1422.[4]
- العنقود. صدر من دار الفتاة للطباعة والنشر بدمشق 1426هـ.[5]
- صلوات في محراب العشق. صدر عام 1429هـ.
- شعراء قادمون من واحة الأحساء. الصادر من مطابع الابتكار بالدمام عام 1429هـ.
- حامض حلو: شعر شعبي ضاحك. صدر عام 2021.[6]

## التكريم
- كرمهُ نادي الأحساء الأدبي بكونه رئيساً ومؤسساً لمنتدى الينابيع الهجرية الأدبي في ملتقى جواثى الثقافي عام 1430هـ في حفل تكريم أعلام الثقافة والأدب.[7]

## انظر ايضاً
- عبدالله الغذامي
- حمد بن إبراهيم الحقيل

## وصلات خارجية
- الشاعر ناجي الحرز.